# Сикстинская мадонна
«Сиксти́нская Мадо́нна» (итал. Madonna di San Sisto a Piacenza, Sacra Conversazione, Madonna Sistina) — картина итальянского живописца Рафаэля Санти, созданная по заказу папы Юлия II для церкви монастыря Сан-Систо в Пьяченце и известная под разными названиями. С 1754 года находится в Галерее старых мастеров в Дрездене. Принадлежит к числу общепризнанных вершин искусства эпохи Высокого Возрождения и является одним из наиболее известных живописных произведений в мире. Многократно процитированное, полотно стало частью массовой культуры. Отдельную популярность получил образ двух путти: растиражированный, он используется в самой разнообразной продукции — от рекламы и полиграфии до одежды и предметов быта.

## История

### Создание картины и её датировка
Огромное по размерам (265 × 196 см) полотно было создано Рафаэлем для алтаря церкви святого Сикста II в Пьяченце по заказу папы римского Юлия II из семьи делла Ровере, скончавшегося в 1513 году (Святой Сикст был небесным покровителем семьи делла Ровере). Ранее картина датировалась 1514 годом. По иной версии она была написана в 1512—1513 годах в честь победы над французами, вторгшимися в Ломбардию в ходе Итальянских войн, и последующего включения Пьяченцы в состав Папской области. Большинство специалистов в наше время придерживаются именно такой датировки. Она основана на стилевом анализе, косвенных документальных данных и композиционных аналогиях. Джорджо Вазари не указал время создания картины, но сообщил, что она была написана для церкви монастыря Сан-Систо в Пьяченце. Это подтверждается присутствием двух святых: Сикста и Варвары, останки которых почитаются в этой церкви.
Произведение Рафаэля было задумано в качестве алтарного образа, который удачно вписался в центральную часть апсиды церкви в Пьяченце. Композицию картины традиционно связывают с иконографией Святых Собеседований, поскольку Мадонна с Младенцем изображена в окружении поклоняющихся Ей святых. Другую картину Рафаэля схожей композиции «Мадонна ди Фолиньо» (1511—1512) официально именуют Sacra Conversazione и считают, что она послужила основой для «Сикстинской Мадонны», которая также восходит к традиции «собеседований», и это косвенно подтверждает датировку последней.

### Продажа Августу III
В 1754 году обедневшие монахи продали картину Августу III, королю Польскому и курфюрсту саксонскому под именем Фридриха Августа II, который поставил условие, что в Пьяченце останется копия. За картину заплатили 25 тысяч эскудо (огромные деньги для того времени). Курфюрст включил полотно в коллекцию, составлявшую ядро нынешней Галереи старых мастеров в Дрездене. Согласно легенде, курфюрст по прибытии в Дрезден приветствовал картину в тронном зале, восклицая: «Вот место, отведённое судьбой для великого Рафаэля».
В том же году алтарный образ Рафаэля был заменён копией работы неизвестного художника (традиционно приписывается Джузеппе Ногари). Копия идентична оригиналу по размерам, но несколько меньше по высоте, поскольку верхняя часть картины (с изображением штанги для занавеси) была загнута за раму и скрыта.

### Вторая мировая война и хранение картины в СССР
В конце Второй мировой войны в январе 1945 года картины из собрания Дрезденской галереи, в том числе и «Сикстинская Мадонна», были спрятаны немцами в товарном вагоне, стоявшем на рельсах в заброшенной каменоломне в 30 км к югу от Дрездена. Благодаря этому они уцелели при бомбардировке Дрездена англо-американской авиацией 13—15 февраля 1945 года. В мае того же года картины были обнаружены специально организованной группой советских военнослужащих под командованием младшего лейтенанта Леонида Рабиновича.
После войны картина была вывезена в СССР и хранилась в запасниках Государственного музея изобразительных искусств в Москве. В октябре 1955 года вместе с другими картинами Дрезденской галереи возвращена в ГДР. Перед этим была представлена московской публике. На проводы «Сикстинской Мадонны» писатель В. С. Гроссман откликнулся одноимённым рассказом, в котором бывший военный корреспондент связал знаменитый образ с собственными воспоминаниями о погибших в нацистском концентрационном лагере Треблинка:

Глядя вслед Сикстинской Мадонне, мы сохраняем веру, что жизнь и свобода едины, что нет ничего выше человеческого в человеке.

### В XXI веке
В 2012 году музей праздновал 500-летие шедевра Рафаэля. В качестве «подарка на юбилей» картина получила новую резную позолоченную раму, дизайн которой должен был подчеркнуть религиозное значение произведения.
23 августа 2022 года двое экоактивистов движения «Последнее поколение» приклеились руками к раме «Сикстинской Мадонны» в знак протеста. Согласно заявлению музея, сумма ущерба составила примерно 12 тысяч евро: около 5 тысяч потребовалось на реставрацию позолоченной рамы, которая оценивается в 250 тыс. евро, ещё 7 тысяч музей потерял из-за своего временного закрытия. Сумма ущерба, вероятнее всего, будет взыскана с активистов, против которых возбуждено два дела: за уголовное и административное правонарушения. Кроме того, им отныне запрещён вход в 15 музеев Государственных художественных собраний.

## Композиция, иконография и стиль
Весьма необычно для творчества Рафаэля то, что картина написана на холсте. Рафаэль, в отличие от своих современников начала XVI века, которые перешли на работу по холсту, предпочитал традиционную деревянную основу. Наиболее простое объяснение: для картины столь большого размера удобнее использовать холст. Однако известна картина Тициана «Ассунта» в Венеции, намного больше по размеру, (690 × 360 см) написанная на нескольких, соединённых вместе досках. К. Ф. фон Румор предположил, что картину Рафаэля, помимо алтарного образа, планировалось использовать как хоругвь — в качестве знамени для религиозных процессий.
Другая гипотеза заключается в том, что картина была написана для гробницы папы Юлия II (Джулиано делла Ровере), поскольку святой Сикст был небесным покровителем папы Сикста IV и всей семьи. Папа Юлий II скончался 21 февраля 1513 года. Святая Варвара Илиопольская, изображённая на картине, почитается как защитница от внезапной смерти и утешительница в последний час. Ангелы в нижней части картины, согласно этой версии, интерпретируются в качестве гениев смерти. Данное предположение подтверждает то, что жёлуди на казуле (одеянии) Святого Сикста явно отсылают к двум папам из рода дела Ровере (род) (итал. rovere — дуб). На том, что картина предназначалась именно для траурной церемонии, настаивает немецкий востоковед и историк культуры Хуберт Гримме. Он задался вопросом: откуда взялась деревянная планка у нижнего края картины, на которую опираются два ангелочка? (на ней стоит папская тиара). Следующий вопрос: каким образом получилось, что такому художнику, как Рафаэль, пришло в голову использовать столь «театральный приём» — обрамить небо портьерами? Исследователь убеждён, что заказ на «Сикстинскую мадонну» был получен в связи с установлением гроба для торжественного прощания с папой Сикстом IV. Тело папы было выставлено для прощания в боковом приделе собора Святого Петра в Ватикане. Картина Рафаэля была установлена на гробе в нише этого придела. Рафаэль изобразил, как из глубины этой обрамлённой зелёными портьерами ниши Мадонна в облаках приближается к гробу папы. Некоторое время спустя картина оказалась на главном алтаре монастырской церкви в Пьяченце. Основанием для «ссылки» стало литургическое правило, которое запрещает использовать на главном алтаре изображения, выставлявшиеся в траурных церемониях. Творение Рафаэля из-за этого запрета в какой-то степени потеряло свою ценность. Чтобы получить за картину соответствующую цену, папской курии ничего не оставалось, как дать своё молчаливое согласие на помещение картины в алтаре церкви далёкого провинциального города. Согласно другой гипотезе Марилен Путчер (1955) картина была заказана и разработана специально для главного алтаря церкви в Пьяченце, построенной в те же годы, и должна была имитировать окно в центре апсиды.
В XVIII веке распространилась легенда (не подтверждённая историческими документами), что моделью для Мадонны стала возлюбленная Рафаэля, семнадцатилетняя дочь пекаря Маргарита Лути. Рафаэль назвал её Форнарина (от итал. fornaro — пекарь). Прообразом святого Сикста послужил сам папа Юлий (племянник Сикста IV), а для святой Варвары — его племянница Джулия Орсини. Сходство с папой отмечали Дж. Б. Кавальказелле и многие другие, а в качестве прототипа святой Варвары также упоминалось имя Лукреции делла Ровере, другой племянницы понтифика.
Ещё одна деталь: изобразительная криптограмма. Святой Сикст изображён Рафаэлем с шестью пальцами на правой руке, поскольку он «Сикст» (лат. sextus — шестой). На самом деле кажущийся шестой палец (мизинец) является частью внутренней стороны ладони.
Картина единодушно считается одним из величайших шедевров западного искусства по многим причинам, прежде всего из-за скрытой за кажущейся простотой изображения символической сложности композиции и гармоничной контаминации греко-римского, почти языческого, идеала красоты и христианского религиозного чувства. Отчуждение картины от священного места, для которого она была написана (монастырь Сан-Систо в Пьяченце), и её перенос в мирскую картинную галерею вызывали у интеллектуалов XVIII века глубокие размышления о возможностях «моленного образа» выдающегося художественного свойства изменять свои функции применительно к любой среде восприятия.
Композиция картины отражает длительную эволюцию индивидуального мышления художника. В «ранних Мадоннах» Рафаэль писал миловидных девушек на фоне типично умбрийского пейзажа. В картине Мадонна Грандука он заменил пейзажный фон нейтрально-тёмным, почти чёрным, представив Деву Марию фронтально, стоящей, с Младенцем на руках, и заключил изображение в строгий вертикальный формат. Затем Рафаэль вернулся к иератическим композициям Средневековья, в частности, к византийскому типу Одигитрии. Помимо этого художник разрабатывал живописный образ Мадонны в небесах. Такова его картина «Мадонна ди Фолиньо» (1511—1512) — непосредственная предшественница «Сикстинской».
Рождение этого образа исчерпывающим образом описал знаток западноевропейской живописи В. Н. Гращенков: 

Ещё во флорентийские годы фантазию Рафаэля посещает иной образ Мадонны — торжественной и печальной, как бы сознающей, какую жертву она должна принести людям. Такая композиция всегда мыслится им как изображение стоящей Марии с Младенцем на руках. Иконографически она восходила к типу «Одигитрии», но более всего — к готическим статуям, начиная с произведений Джованни Пизано. С праздничной просветлённостью тема жертвы Богоматери представлена в картине Пьеро делла Франческа «Мадонна ди Сенигаллия», которую Рафаэль мог видеть в юности… Однако эти умбрийские реминисценции не мешают видеть новизну замысла… Сохраняя оттенок интимности, образ Мадонны, предстоящей со своим Сыном на руках, таит в себе что-то торжественное… Земля и небо, столь часто изображаемые в алтарных картинах как две раздельные зоны, здесь должны были соединиться. Но прежде чем Рафаэль решился перенести свою Мадонну с земли на небо, но только с тем, чтобы Она возвращалась на землю, ему пришлось проделать немалый путь творческих исканий… Оттенок сверхъестественности есть и в той лёгкости, с какой Мария, прижимая к себе тяжелого Сына, шествует, едва касаясь босыми ногами поверхности облака… Рафаэль соединил черты высшей религиозной идеальности с высшей человечностью, представив Царицу небесную с печальным Сыном на руках — гордую, недосягаемую, скорбную — спускающуюся навстречу людям
И. И. Винкельман в 1755 году описал картину так: «Посмотрите на Мадонну с лицом, полным невинности и в месте с тем более чем женственного величия, в блаженно покойном положении, с тем спокойствием, которое царило в изображениях богов у древних».
В. Н. Гращенков упоминает и один из подготовительных рисунков Рафаэля к фреске «Диспута» в Ватиканских Станцах — «фигуру, спустившуюся с неба, но ещё стоящую на облаке», а также один из замыслов Микеланджело в связи с проектом гробницы Юлия II — изображение Мадонны с Младенцем, как бы парящей в воздухе; вариант 1513 года — год работы Рафаэля над «Сикстинской Мадонной». Желая представить явление Мадонны на небесах как зримое чудо, Рафаэль вводит мотив раздвинутого занавеса — театральный, но композиционно выгодный. Ранее Пьеро делла Франческа изображал занавес, который отдергивают ангелы («Мадонна дель Парто», ок. 1460), но Рафаэль создал ощущение занавеса, раскрывающегося мистическим образом, и Мадонны, находящейся между небом и землёй (небесную сферу символизируют головки ангелов, сплошь заполняющих верхнюю часть фона).
Рафаэлю удалось создать идеальное равновесие фланкирующих фигур, интуитивно ощущая закономерности динамической симметрии «силового поля» изобразительного пространства картины (более лёгкая фигура Св. Варвары расположена в правой «сильной доле» изобразительной поверхности; Св. Сикста, бо́льшая по размеру — в «слабой» левой). В картине не изображено ни земли, ни неба. Ранее, когда она находилась на алтаре монастырской церкви, издали, по воспоминаниям тех, кто её видел, Мадонна казалась парящей в воздухе. По мере приближения к картине — спускающейся к людям, а совсем вблизи возникало ощущение подъёма, будто зритель поднимается к Ней.
В Дрезденской галерее, размещённая на выгодном месте, возвышаясь над другими произведениями, картина всё же утратила магический эффект. Музейное освещение, стекло, закрывающее живопись, выцветшие краски (Рафаэль, вероятно, допустил издержки в технике живописи) снижают впечатление и разочаровывают зрителя.
В 2012 году в Германии и во всём мире отмечали 500-летний юбилей создания картины. К этой дате мастера сделали новую раму, а музейные работники подготовили выставку о жизни и творчестве великого художника, ещё раз подчеркнув новую датировку «Сикстинской Мадонны». Раму выполнили вручную мастера фирмы Вернера Мюррера из Мюнхена. Идея заключалась в том, чтобы максимально приблизить восприятие картины к моленному образу. После дискуссии для образца было выбрано обрамление картины Лоренцо Коста «Мадонна на троне со святыми» (1497) в церкви Сан-Джованни-ин-Монте в Болонье.

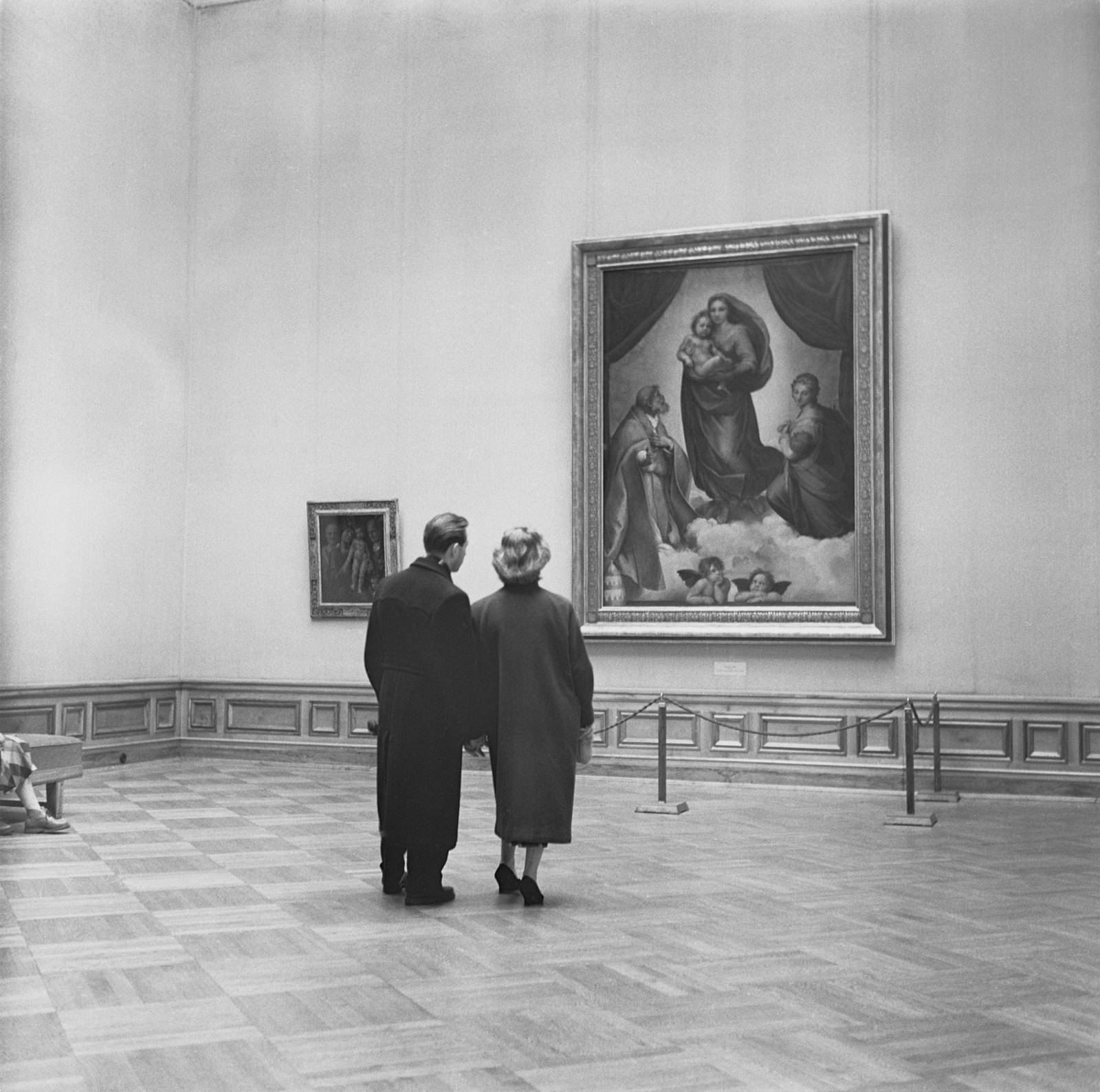
«Сикстинская Мадонна» в старой раме. Дрезденская галерея. Между 1964 и 1977 годами

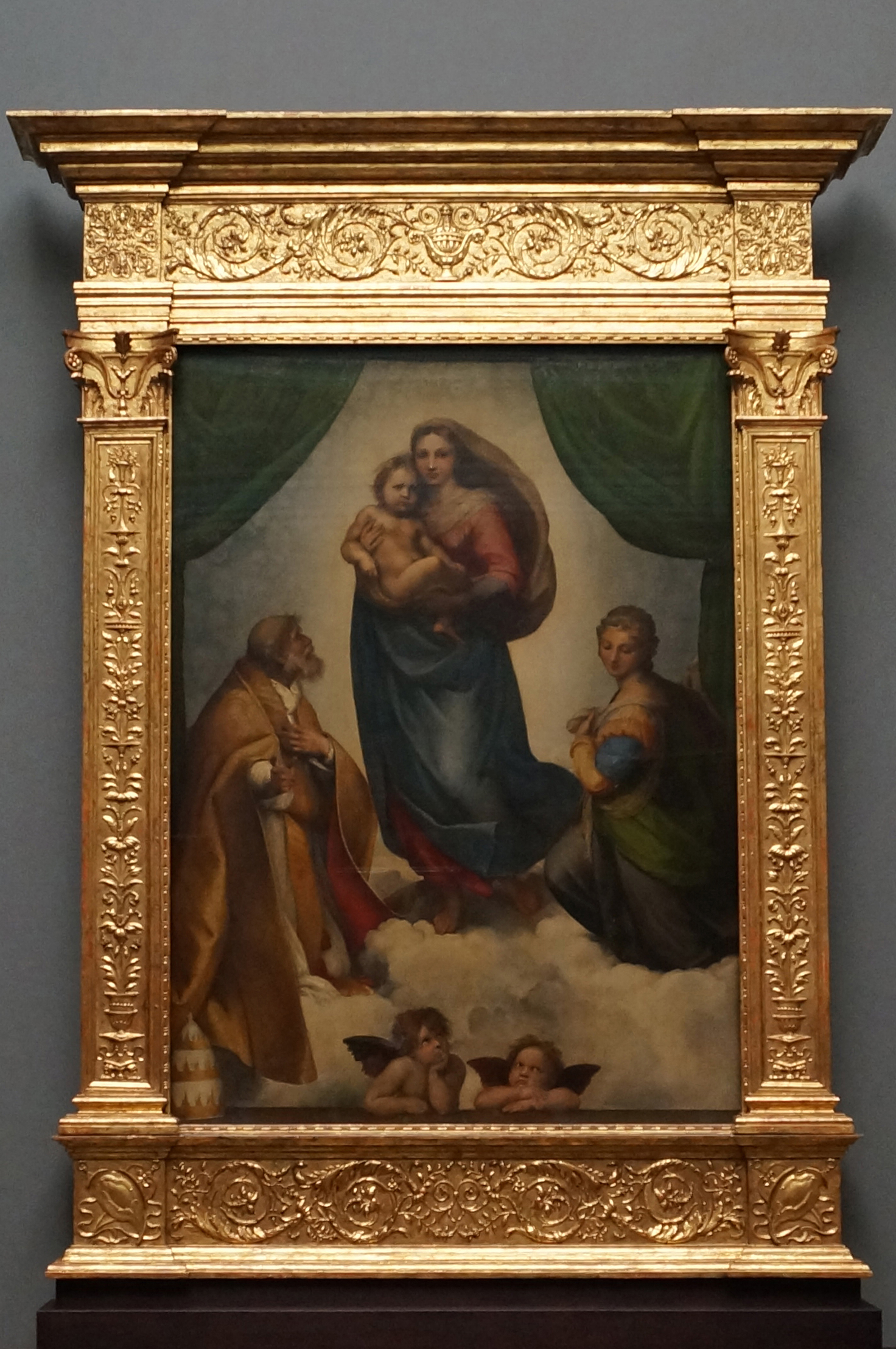
Картина в новом обрамлении. Фото 2017

## Детали картины

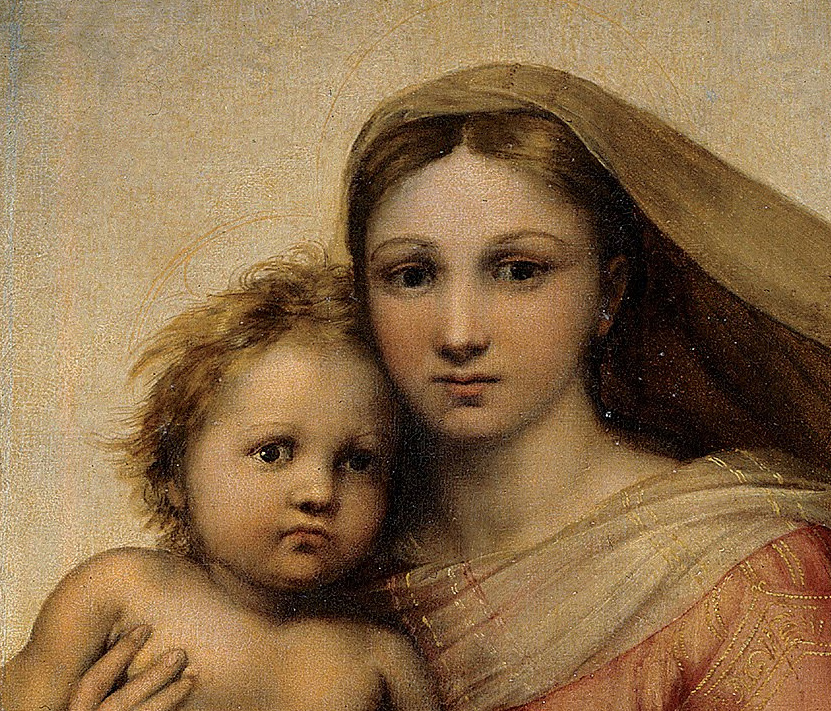
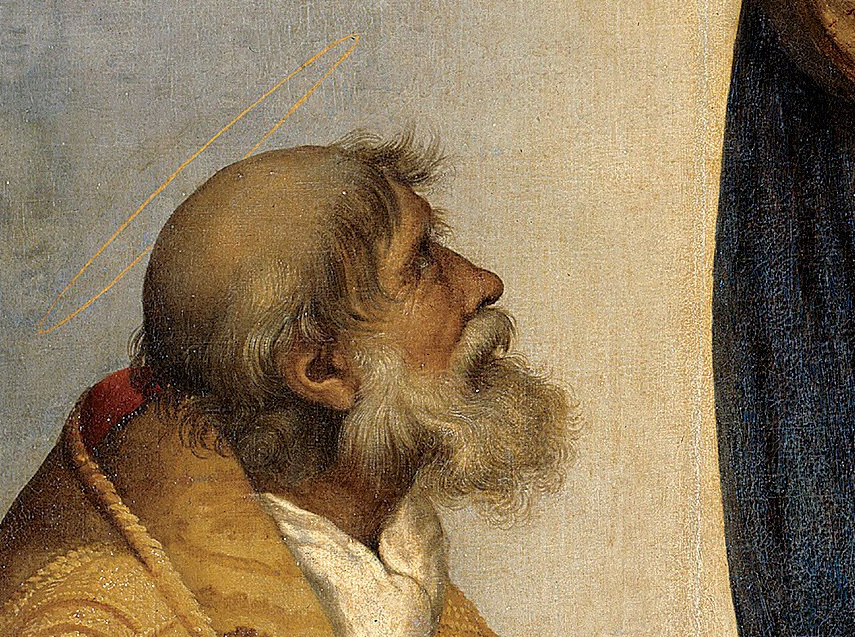
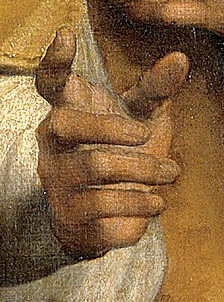
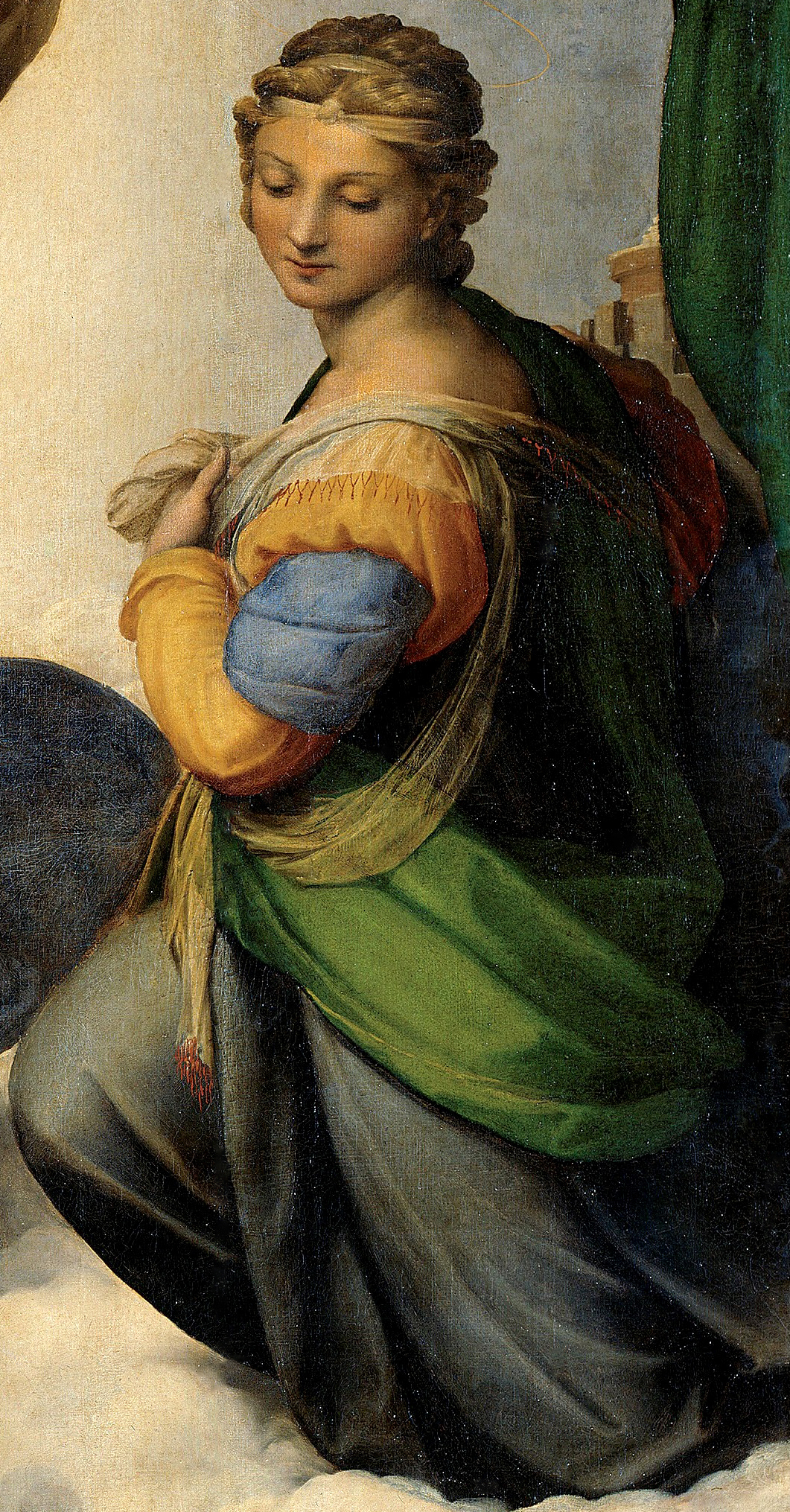
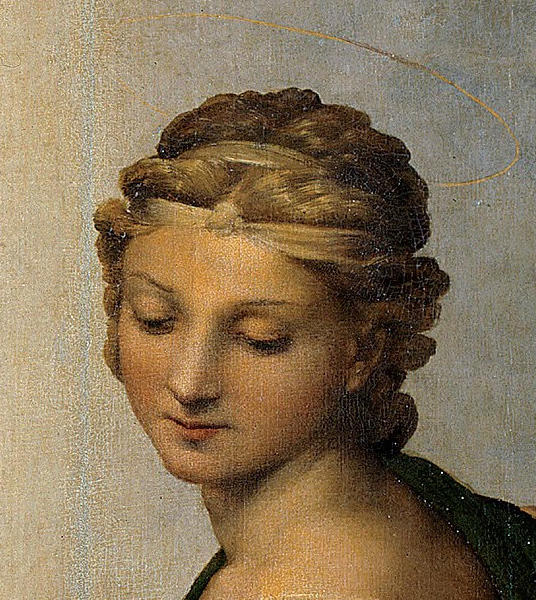

## Впечатления и оценки

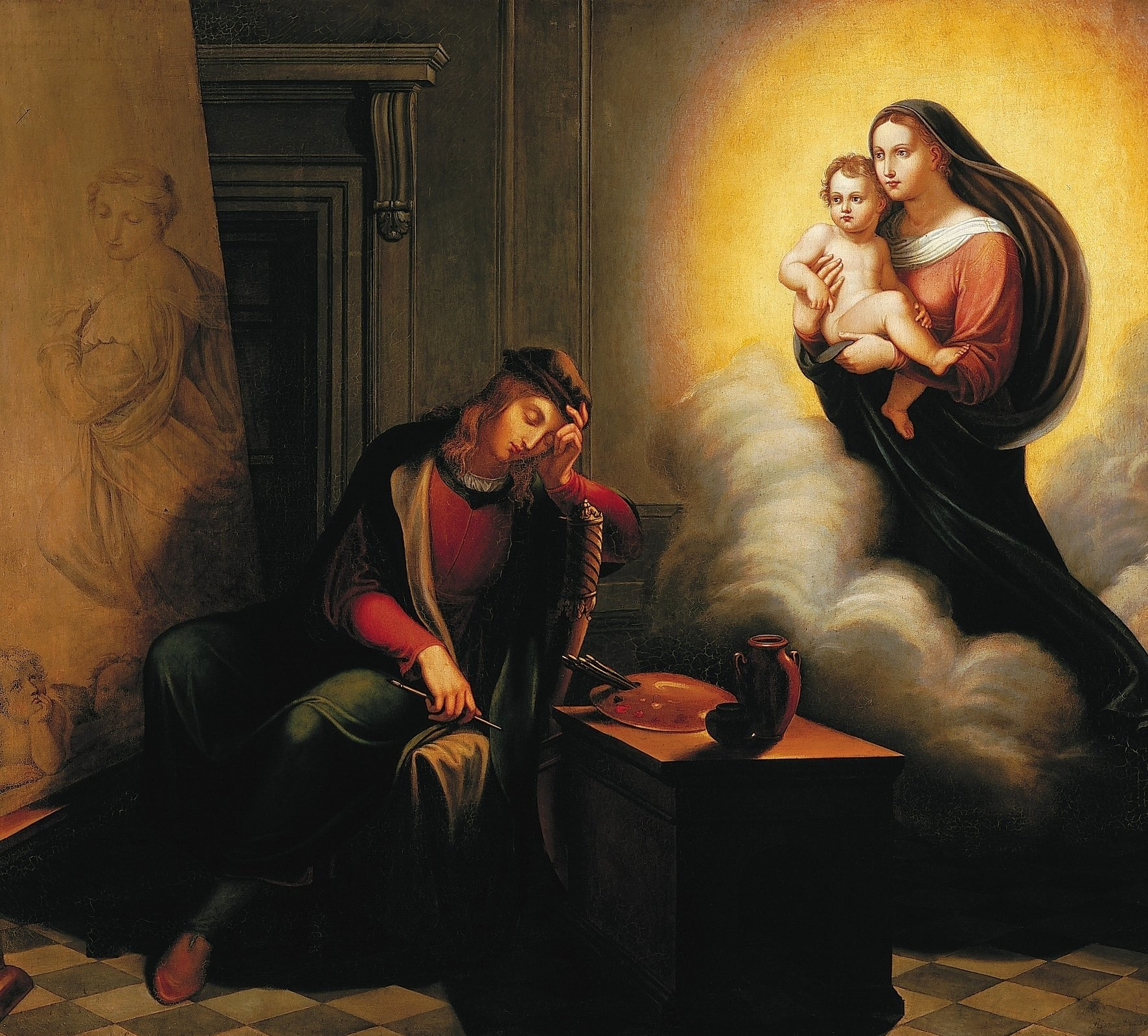
Ф. Рипенхаузен, И. Рипенхаузен. Сон Рафаэля. 1821. Холст, масло. Национальный музей, Познань

«Сикстинская Мадонна» — одна из самых почитаемых картин в мире, которую изучают и о которой пишут философы и поэты. В классическом литературном произведении немецкого писателя-романтика В. Г. Вакенродера «Сердечные излияния отшельника — любителя искусств» (Herzensergießungen eines kunstliebenden Klosterbruders), опубликованном в 1796 году, имеется глава «Видение Рафаэля». В ней рассказана придуманная автором история от лица архитектора Браманте (родственника и близкого друга Рафаэля) о том, как его друг художник «от самых ранних детских лет носил в себе какое-то особенное священное чувство к Матери Божией… После, когда дух его обратился к живописи, его высшим желанием всегда было изобразить деву Марию во всём её небесном совершенстве». Но сколько бы он не пытался это сделать «он не мог удержать этот образ в своей душе… и его смутное предчувствие никак не могло вылиться в ясную, отчётливую картину». И вот однажды ночью, «когда он, как бывало уже не раз, во сне молился пресвятой деве» он увидел «сиянье на стене» и его незавершённое изображение Мадонны «стало совершенно законченной и исполненной жизни картиной». Сам Вакенродер посетил Дрезден в 1796 году, а до этого видел и описывал только копии с работ Рафаэля. «Сикстинской Мадонне» он посвятил восторженное описание. Такое отношение к творчеству художника и идея «божественного наития» типичны для мышления романтиков той эпохи.
В 1797 году рассказ Вакенродера переложил философ и поэт И. Г. Гердер в стихотворение «Образ поклонения». Образ Рафаэля появляется в трагедии И. В. Гёте «Фауст» (1774—1832).
Русские путешественники часто начинали свой гран-тур именно с Дрездена, поэтому «Сикстинская мадонна» становилась для них первой встречей с вершинами итальянского искусства и оттого получила в России XIX века оглушительную известность, превосходящую славу всех других произведений. О Мадонне Рафаэля писали почти все русские путешественники по Европе — Н. М. Карамзин, В. А. Жуковский («небесная мимоидущая дева», статья «Рафаэлева Мадонна», 1821), В. К. Кюхельбекер («Божественное творение»), А. А. Бестужев («это не Мадонна, это вера Рафаэля»), В. Г. Белинский («фигура строго классическая и нисколько не романтическая»), А. И. Герцен, А. А. Фет («К Сикстинской мадонне», 1864), Л. Н. Толстой, И. А. Гончаров, А. К. Толстой («Мадонна Рафаэля», 1858).
Несколько раз упоминает об этом произведении не видевший его воочию А. С. Пушкин.
Картиной восторгались такие разные художники, как К. П. Брюллов и И. Е. Репин.
Ф. М. Достоевский поместил репродукцию с картины над своим рабочим столом и всегда брал её с собой при частой перемене квартир. Образ Сикстинской Мадонны появляется в трёх романах писателя: «Преступление и наказание», «Бесы», «Подросток».

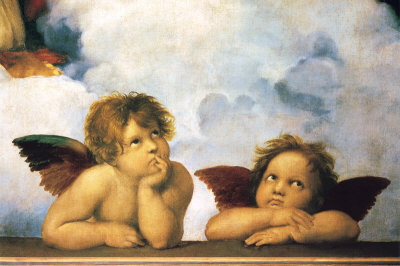
Задумчивые ангелочки, ещё в XIX веке приглянувшиеся специалистам по рекламе, «сделали самостоятельную карьеру в области китча»

Ставшие обыденными восторги, вызываемые картиной Рафаэля у путешественников, привели к определённой реакции против этого произведения, как и против творчества Рафаэля в целом, которое со второй половины XIX века стало ассоциироваться с академизмом. Лев Толстой писал: «Мадонна Сикстинская… не вызывает никакого чувства, а только мучительное беспокойство о том, то ли я испытываю чувство, которое требуется».
Свою роль сыграла и рецепция этого образа в массовой культуре, которая подчас переходит грань пошлости. На дрезденской выставке 2012 года, посвящённой 500-летию шедевра, демонстрировалось множество предметов ширпотреба с репродукциями рафаэлевских путти: «крылатые дети надувают щёки со страниц девичьих альбомов XIX века, превращаются в двух умильных поросят на рекламе чикагского колбасного фабриканта 1890-х годов… вот винная этикетка с ними, вот зонтик, вот конфетная коробка, а вот и туалетная бумага», — писал об этой выставке «Коммерсантъ».